# Rekishi monogatari
El rekishi monogatari (歴史物語, a veces traducido como "cuento histórico") es una categoría de la literatura japonesa. Aunque los elementos japoneses antes del siglo XIX, estilizados e incluyendo elementos legendarios y ficticios, tradicionalmente aceptaron y leyeron el rekishi monogatari, así como el relato gunki monogatari y las Seis Historias Nacionales anteriores como relatos históricos literales y cronológicos.
Cuentos históricos notables incluidos:
- Eiga monogatari (Un cuento de fortunas florecientes)

Los cuatro kagamimono:
- Ōkagami (El Gran Espejo)
- Imakagami (El Espejo de Hoy)
- Mizukagami (El Espejo de agua)
- Masukagami (El Espejo Claro)

También:
- Rokudai Shōjiki
- Ike no mokuzu[3]